# 펜탁스 *ist D

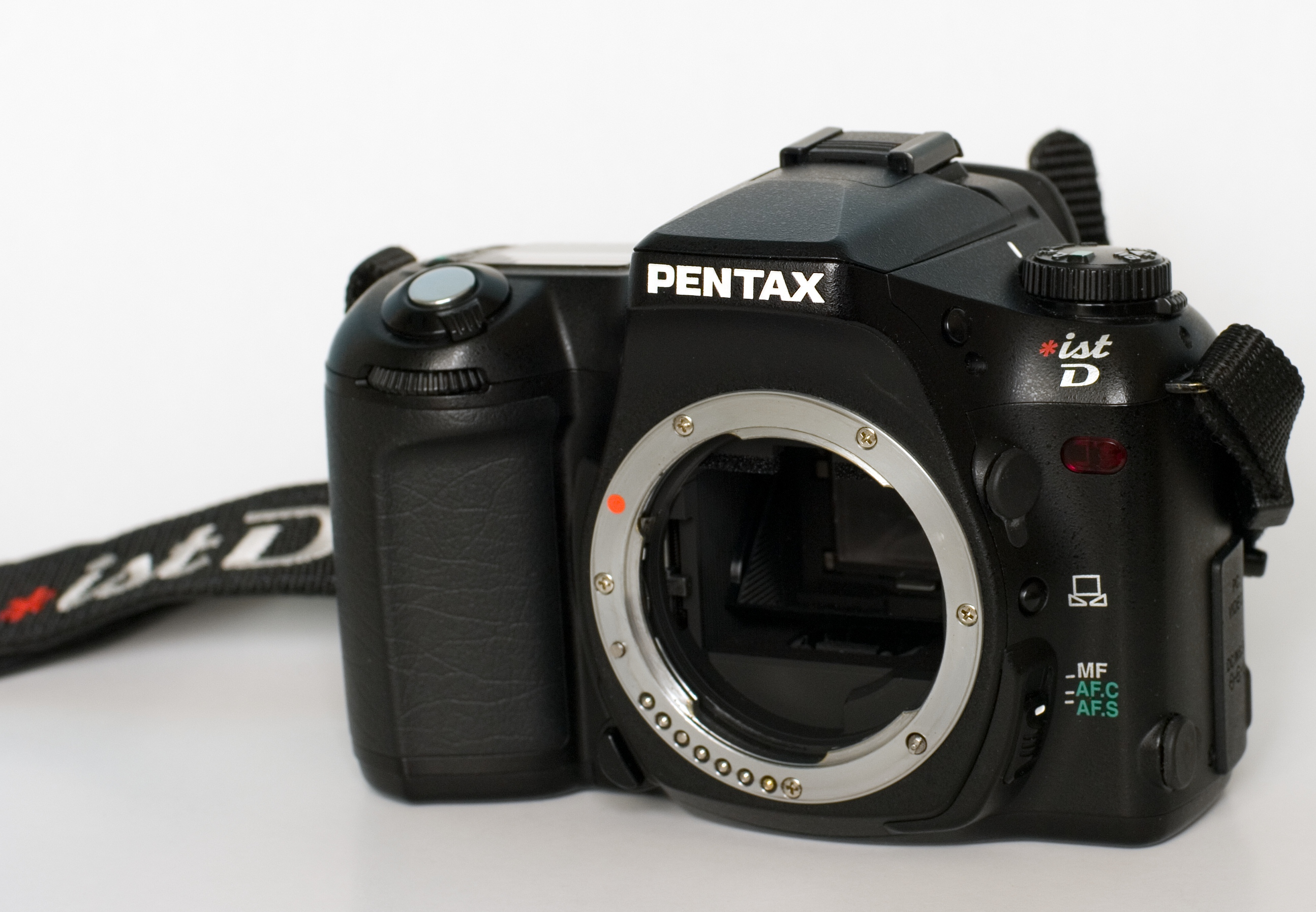
펜탁스 *ist D

펜탁스 *istD(한국어: 펜탁스 zxD)는 23.7 x 16.6 mm 크기의 631만 (610만 유효 화소)CCD를 가지는 펜탁스 최초의 디지털 SLR카메라이자, 중급기종이다. 이 카메라는 2003년 가을에 시판되었으며, 대한민국에서는 상표권 문제로 PENTAX zxD라는 상품명으로 발매되었다.

## 사양
- 측광 : A·F·FA·FAJ·DA·DFA 렌즈 사용시 16분할 측광, 중앙중점식, 스팟측광 / K,M 렌즈는 펌웨어 업그레이드 후 옵션을 설정한 뒤 그린 단추로 측광할 수 있음
- 노출모드 : 하이퍼 프로그램 · 프로그램(P) · 조리개우선(Av) · 셔터우선(Tv) · 매뉴얼(M)
- 노출보정 : ±3.0 (1/2EV 씩)
- 브라케팅 : 1/2EV 혹은 1/3EV씩 세장까지 가능
- CCD : APS-C 규격의 23.5x15.7mm CCD(1.5배 크롭). 원색필터. 610만/631만화소(유효/실제)
- LCD : 1.8" TFT LCD·11만8천화소
- ISO 감도 설정: ISO 200-1600· 확장시 3200
- 저장방식 : CF 카드
- USB 형식 : USB 1.1
- 촬영 파일 포맷 : JPG, TIFF, RAW촬영 가능
- 셔터 : 30 - 1/4000, 벌브(B/Bulb)
- 동조속도 : 1/150
- 셔터타입 : 세로주행 전자식 금속 셔터
- 연속 촬영 : 2.6매/초, 6장까지 촬영가능
- 피사계심도 미리보기 기능 : 있음
- 셀프타이머 : 있음(12초·2초)
- 미러업 : 있음 (셀프타이머 사용)
- 노출고정 : 있음 (20초)
- 내장 플래시 : GN 15.6 / 환산 28mm(ISO200/m), 컨트라스트컨트롤, 저속동조
- 외장 플래시 : 전용 외장 플래시 사용시 P-TTL, 무선동조, 고속동조, 후막동조
- 생산년도 : 2003년
- 바디 : 550g (배터리 제외), 129x95x60mm, 플라스틱으로 코팅된 부분적 금속구조
- 배터리 : 1.5V AA Battery x 4 (니켈수소충전지 추천), CRV3 x 2
- 뷰파인더 : 95%/0.95배(1.5 크롭 APS-C CCD 기준 시야율/배율), 펜타프리즘 채용, -2.5~+1.5 디옵터 설정

## 장점
- (발매당시)세계에서 가장 작고 가벼우며 강도 높은 소재의 바디
- 밝고 시원한 뷰파인더
- 보다 정밀한 SAFOX VIII 자동초점 시스템
- "하이퍼" 기능으로 더욱 유연한 프로그램 모드
- 안정적이고 효율적인 전원 관리
- 세 가지의 화이트밸런스 프리셋 저장

## 단점
- 광량이 낮고 보조광이 없으면 AF 속도가 매우 느린 편이다.
- 단자의 보호에 이용된 고무 커버들이 자주 떨어져 나갔다.
- 아이피스의 문제로 자주 탈착할 때에 고정이 헐거워저 분실 우려가 많다.

## 사진첩

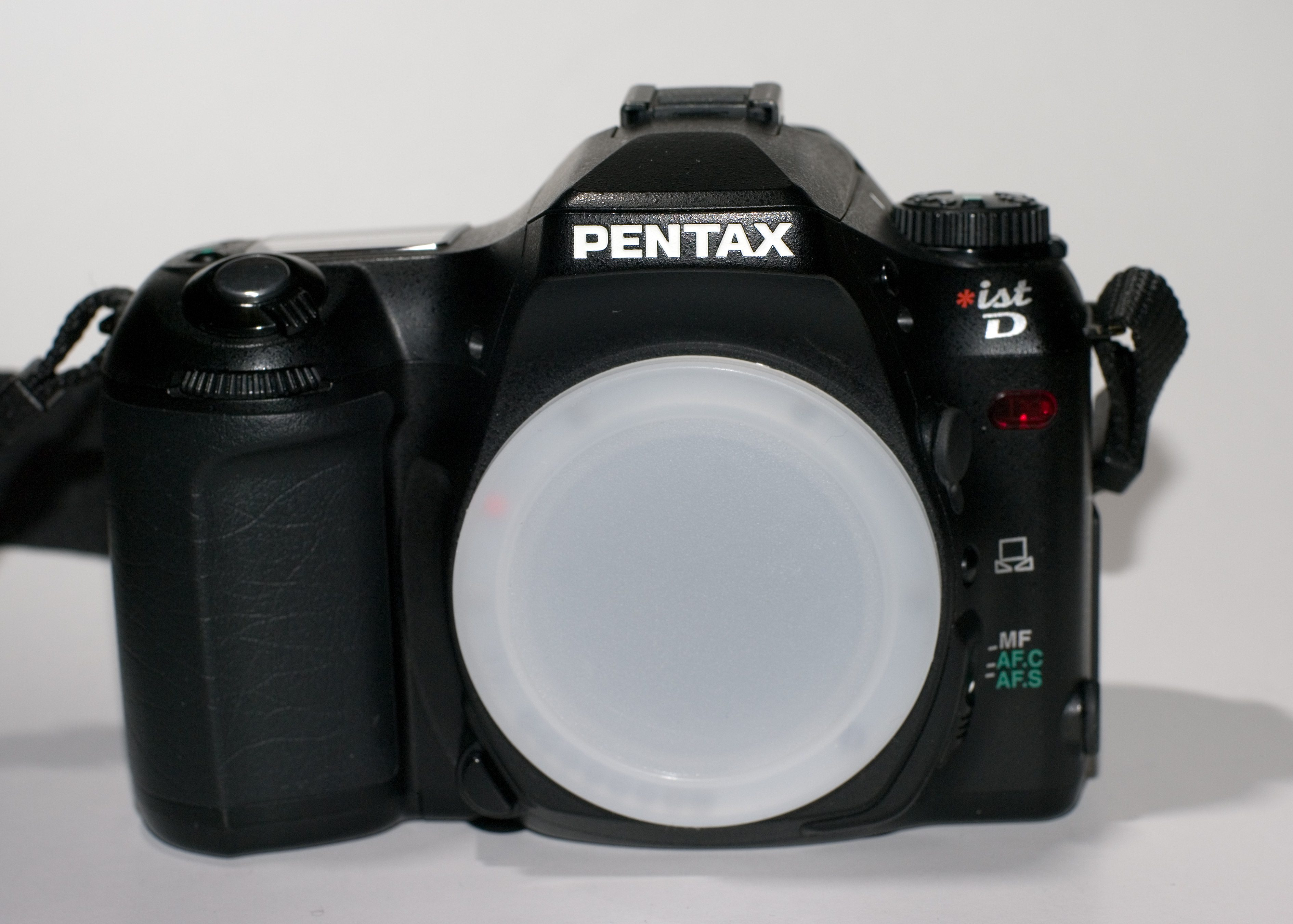
펜탁스 *istD DSLR 사진기 몸체
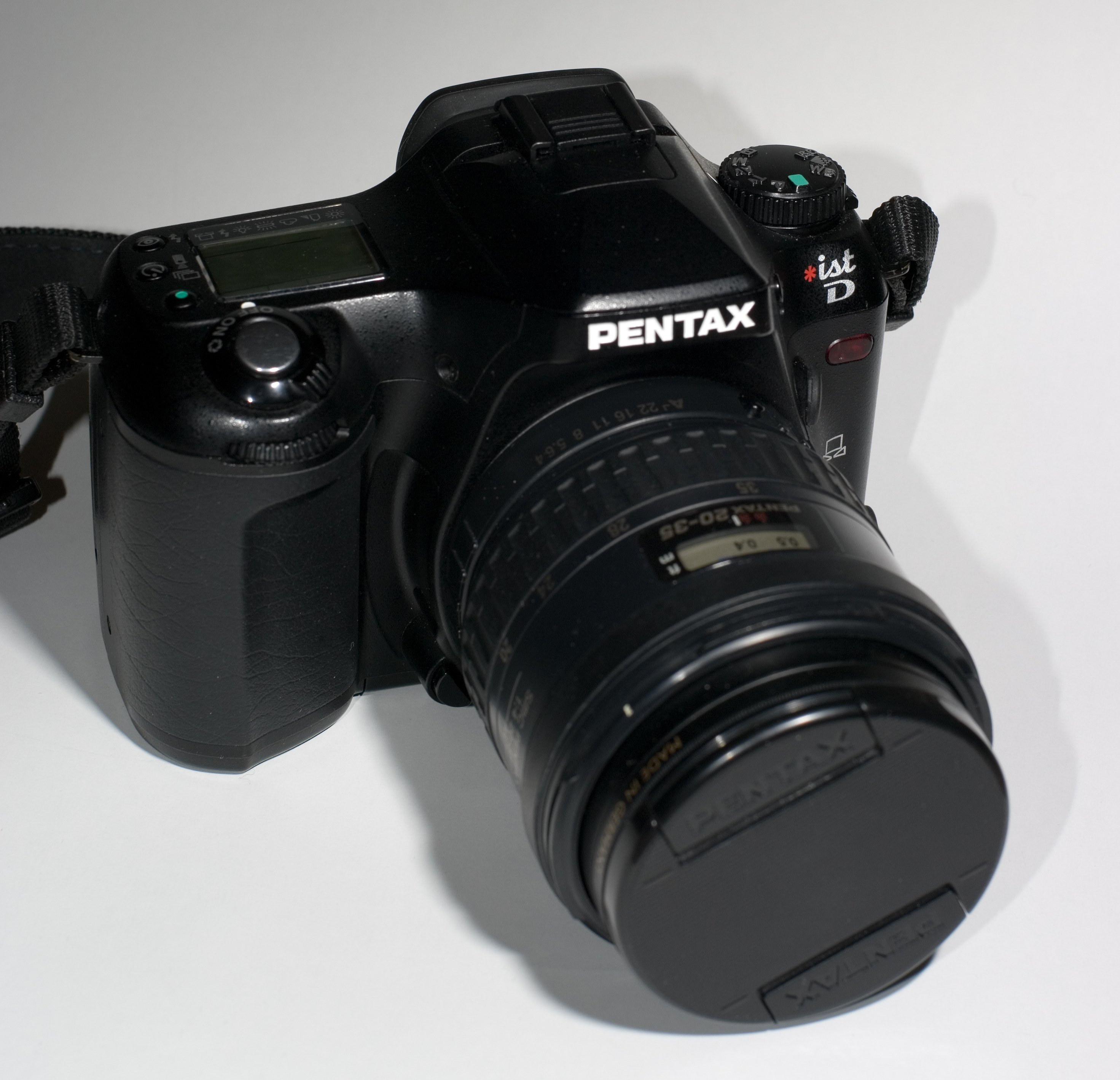
FA 20-35/4 렌즈를 장착한 Pentax *istD DSLR 사진기 몸체
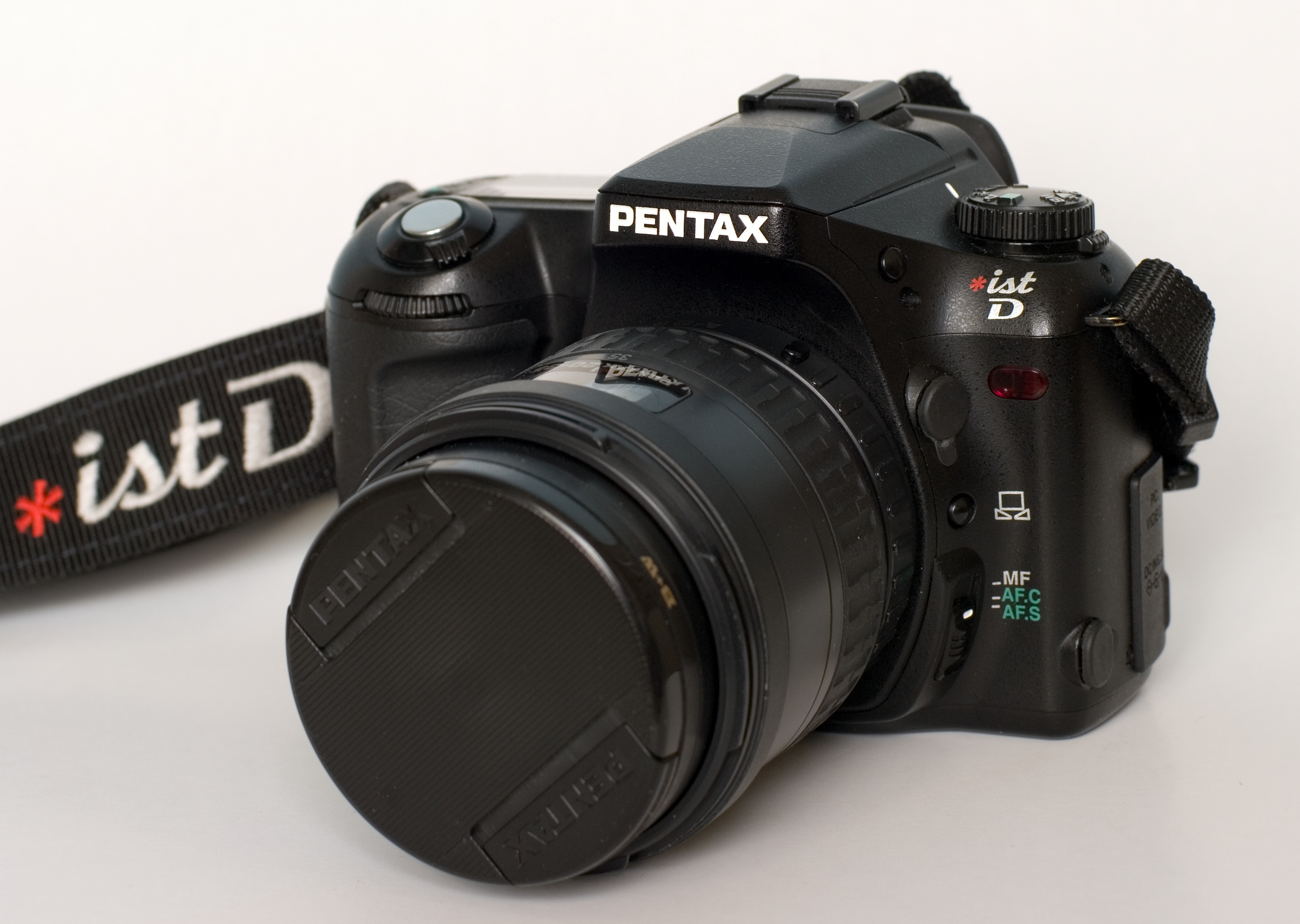
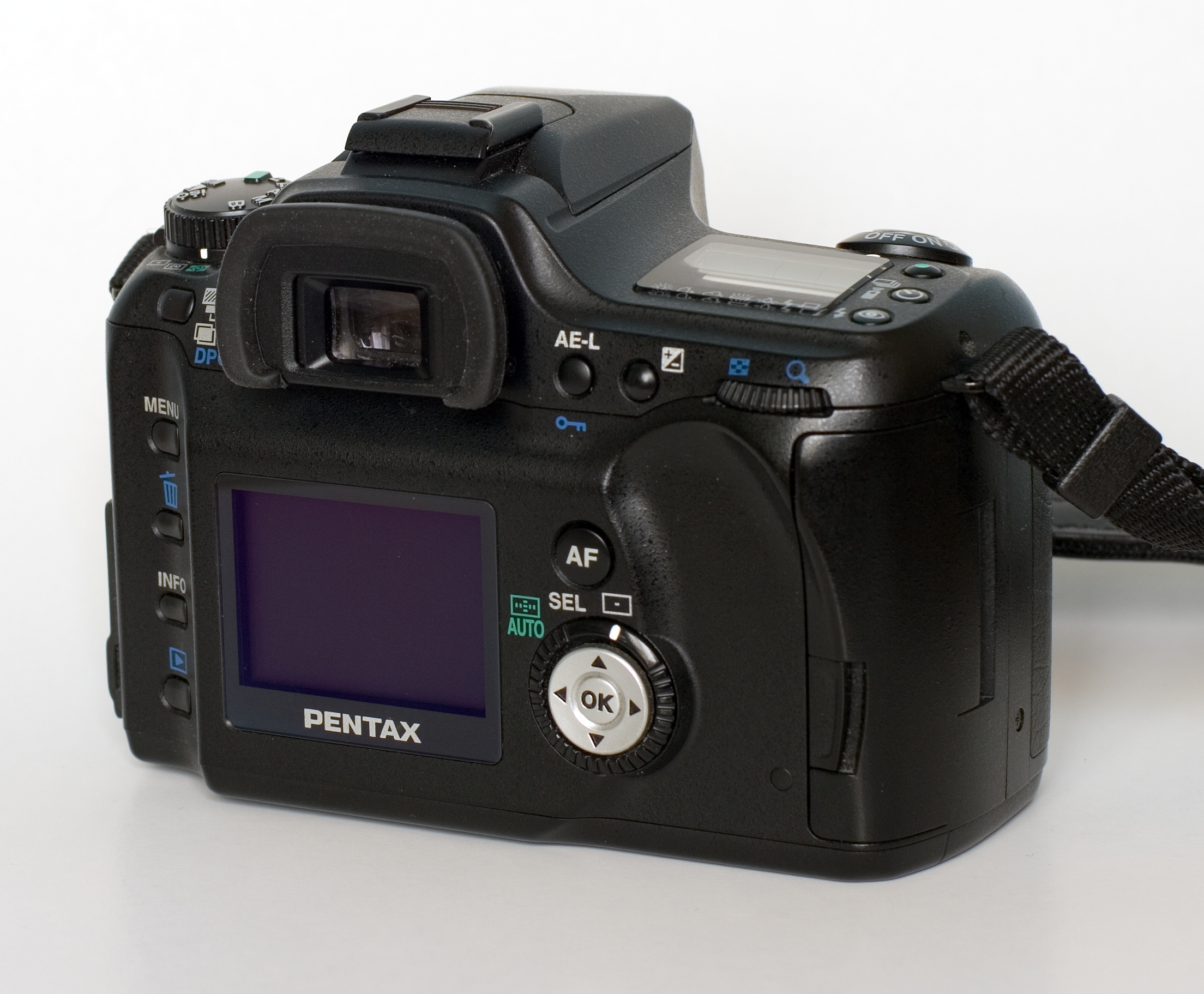